# ویارکو
ویارکو (انگلیسی: Viarco) شرکت مصالح ساختمانی پرتغالی است، که در سال ۱۹۰۷ تأسیس شد.